# Spångsholm
Spångsholm är en tätort i Mjölby kommun, Östergötlands län.

## Befolkningsutveckling
| Befolkningsutvecklingen i Spångsholm 1960–2020 | Befolkningsutvecklingen i Spångsholm 1960–2020 | Befolkningsutvecklingen i Spångsholm 1960–2020 | Befolkningsutvecklingen i Spångsholm 1960–2020 | Befolkningsutvecklingen i Spångsholm 1960–2020 |
| ---------------------------------------------- | ---------------------------------------------- | ---------------------------------------------- | ---------------------------------------------- | ---------------------------------------------- |
|                                                |                                                |                                                |                                                |                                                |
| År                                             |                                                |                                                | Folkmängd                                      | Areal (ha)                                     |
| 1960                                           | 1960                                           |                                                | 419                                            |                                                |
| 1965                                           | 1965                                           |                                                | 409                                            |                                                |
| 1970                                           | 1970                                           |                                                | 421                                            |                                                |
| 1975                                           | 1975                                           |                                                | 454                                            |                                                |
| 1980                                           | 1980                                           |                                                | 474                                            |                                                |
| 1990                                           | 1990                                           |                                                | 432                                            | 67                                             |
| 1995                                           | 1995                                           |                                                | 445                                            | 67                                             |
| 2000                                           | 2000                                           |                                                | 407                                            | 67                                             |
| 2005                                           | 2005                                           |                                                | 411                                            | 67                                             |
| 2010                                           | 2010                                           |                                                | 408                                            | 67                                             |
| 2015                                           | 2015                                           |                                                | 374                                            | 49                                             |
| 2020                                           | 2020                                           |                                                | 292                                            | 31                                             |
| Anm.: 2020 utbröts Strömsnäs, Mjölby kommun    |                                                |                                                |                                                |                                                |